# Цинанхум острый
Цинанхум (ластовень) острый (лат. Cynanchum acutum) — вид двудольных растений рода Цинанхум (Cynanchum) семейства Кутровые (Apocynaceae). Таксономическое название было опубликовано шведским систематиком Карлом Линнеем в 1753 году.
Известный подвид — Cynanchum acutum subsp. sibiricum (Willd.) Rech.f..

## Распространение и среда обитания
Растение-космополит, широко распространённое во многих странах Европы, в северной Африке и Азии.
В России встречается на Кавказе, в европейской части страны и Сибири.
Растёт по берегам рек, на каменистых участках, лугах, в степях и на пустырях. Светолюбивое, теневыносливое растение; мезофит (либо ксерофит), эвтроф.

## Ботаническое описание
Многолетняя травянистая лиана.

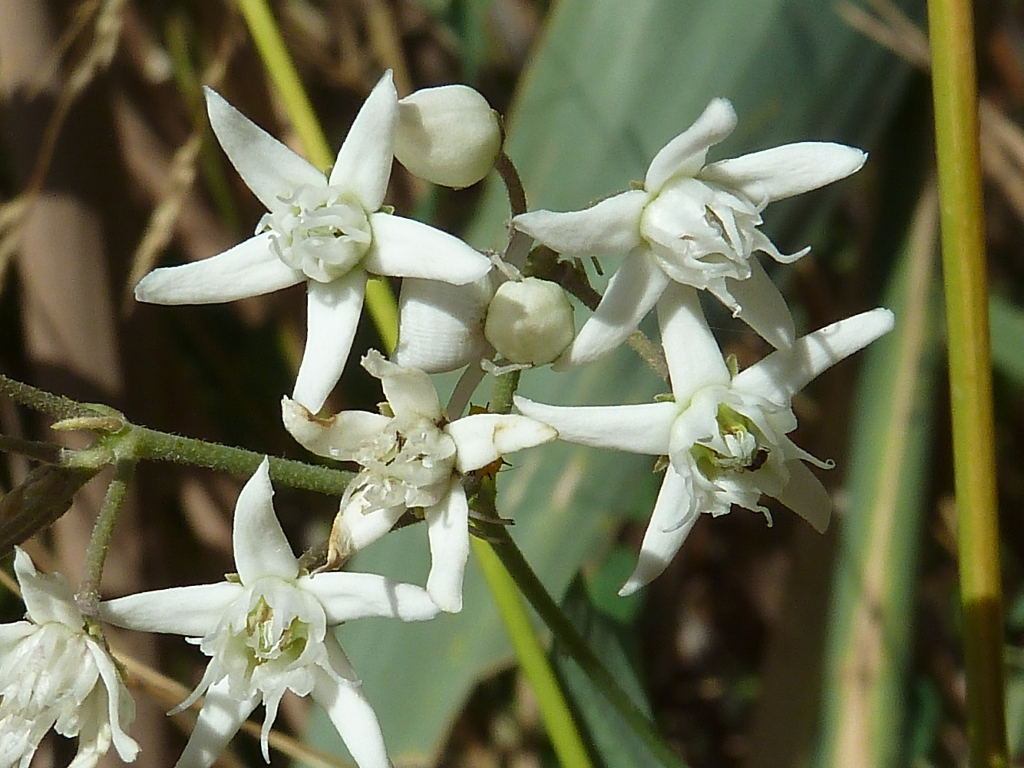
Соцветие

Побеги ползучие; молодые побеги опушённые. Листья простые, яйцевидной либо треугольной формы, с гладким краем и острой верхушкой, размещены супротивно по длине стебля. Содержат токсины, ядовитые для животных (в частности, для собак).
Цветки мелкие (размером до 2 см), белого или светло-розового цвета, пятилепестковые, собраны в зонтиковидное или щитковидное соцветие.
Плод состоит из двух листовок.
Число хромосом — 2n=22.

## Замечания по охране
Внесён в Красную книгу Республики Татарстан (Россия).

## Синонимы
Синонимичные названия:
- Cynanchum excelsum Desf.
- Cynanchum fissum Pomel
- Cynanchum hastatum Lam.
- Cynanchum maritimum Salisb.
- Cynanchum monspeliacum L.
- Solenostemma acutum (L.) Wehmer
- Vincetoxicum acutum (L.) Kuntze
- Vincetoxicum excelsum (Desf.) Kuntze